# Косоржа (река)
Косо́ржа — река в Курской и Орловской областях России, левый приток Тима (бассейн Дона).

## Описание
Длина реки — 59 км, площадь водосборного бассейна — 791 км². Берёт начало в селе Косоржа Щигровского района Курской области. Течёт на юго-восток, в среднем течении входит в Черемисиновский район. В низовьях поворачивает на северо-восток. Ниже впадения Долгой по реке проходит граница с Должанским районом Орловской области. Впадает в Тим по левому берегу в 48 км от его устья.
Имеется множество прудов в верховьях реки и на притоках. Русло извилистое в низовьях.
Территория водосбора занята обрабатываемыми полями среди балочной сети с небольшими участками лесной растительности вдоль рек, находится вблизи водораздела Среднерусской возвышенности — граничит на юго-западе с бассейном Днепра.
На берегах реки расположены более 25 сёл и деревень: от истока (более 50 чел.) — Косоржа, Большой Змеинец, Новосёловка, Конопляновка, Длинная, Никольский, Москвинка, Осиновка, Заречье, Стаканово, Удерево. Крупнейшие населённые пункты всего бассейна — город Щигры и слобода Пригородняя.
Основные притоки (от устья, в скобках указана длина в км)
- 6 км лв: Долгая (16)
- 12 км пр: Щигор (36)
- 30 км пр: Ольховатец (Рудка) (16)
- 34 км пр: Малый (12)
- ? км лв: Хитровка

## Данные водного реестра
По данным государственного водного реестра России относится к Донскому бассейновому округу, водохозяйственный участок реки — река Сосна, речной подбассейн реки — бассейны притоков Дона до впадения Хопра. Речной бассейн реки — Дон (российская часть бассейна).
Код водного объекта в государственном водном реестре — 05010100212107000001111.